# Fissero
Il Fissero è un canale navigabile della provincia di Mantova.
Nasce dal Mincio allo sbarramento di Formigosa e confluisce nel fiume Tartaro dopo 22 km, poco prima della conca di Trevenzuolo in comune di Ostiglia.
Subito dopo l'incile si trova la conca di Valdaro, presso la quale sorge il porto di Mantova; il livello del canale è mantenuto all'altezza costante di 12,5 m per tutta la sua lunghezza.
Il corso è stato ricavato da un paleoalveo del Mincio, che anticamente aveva uno sbocco diretto al mare Adriatico.
Il canale rappresenta il tratto iniziale dell'idrovia Fissero-Tartaro-Canalbianco, che collega Mantova al mare. Il Fissero fa parte del bacino idrografico del Tartaro-Canalbianco-Po di Levante, a volte chiamato bacino del Fissero-Tartaro-Canalbianco o anche bacino del Fissero-Tartaro-Canalbianco-Po di Levante.
Dopo 13 km si arriva in località Governolo alla conca di San Leone, da cui si dirama la derivazione di collegamento al Po.
Dopo 20 km si trova la confluenza del canale Molinella.
Il Fissero sfocia nel Tartaro insieme allo scolo delle paludi di Ostiglia.